# (8524) Paoloruffini
(8524) Paoloruffini ist ein Asteroid des Hauptgürtels, der am 2. September 1992 vom belgischen Astronomen Eric Walter Elst am La-Silla-Observatorium der Europäischen Südsternwarte (IAU-Code 809) entdeckt wurde.
Der Asteroid wurde am 2. April 1999 nach dem italienischen Mathematiker und Mediziner Paolo Ruffini (1765–1822) benannt.